# Pak Seung-zin
Pak Seung-Jin (11 tháng 1 năm 1941 – 5 tháng 8 năm 2011) là một cầu thủ bóng đá người Bắc Triều Tiên. Ông là một trong những thành viên của đội tuyển Cộng hòa Dân chủ Nhân dân Triều Tiên tham dự Giải vô địch bóng đá thế giới 1966 tại Anh, ghi được 2 bàn thắng, một trong trận đấu với Chile và một trong trận đấu với Bồ Đào Nha.